# Вымская культура
Вымская культура — археологическая культура предков коми-зырян IX—XIV века. Название происходит от реки Вымь, в долине которой расположено большинство памятников этой культуры. Памятники известны также на Вычегде, Сысоле, Вашке. Они представлены грунтовыми могильниками и селищами. Первые её памятники открыты А. С. Сидоровым в 1919 году. Выделена А. П. Смирновым в 1938 году. Термин введён Элеонорой Савельевой в 1960-е годы.
Вымская культура сформировалась на основе вычегодского варианта ванвиздинской культуры при участии прибалтийских финнов и славян.